# Bexbach
Bexbach är en stad i Saarpfalz-Kreis i förbundslandet Saarland i Tyskland.
De tidigare kommunerna Frankenholz, Höchen, Kleinottweiler, Niederbexbach och Oberbexbach uppgick i Bexbach 1 januari 1974.